# Clara Hätzlerin
Clara Hätzlerin (* um 1430 in Augsburg; † vermutlich 1476 oder im darauf folgenden Jahr) war eine Lohnschreiberin des 15. Jahrhunderts. Sie ist die einzige urkundlich bezeugte Frau, die gegen Bezahlung handschriftliche Kopien deutscher Kodizes herstellte. Nachweisbar ist sie in Augsburger Steuerbüchern zwischen 1452 und 1476.

## Herkunft
Clara Hätzlerin stammte aus einer für das damalige Augsburg typischen Notarsfamilie. Ihr Vater Bartholomäus ist bezeugt als so genannter Briefschreiber, der als Beauftragter reicher Bürger deren Rechtsansprüche regelte. Urkundlich nachgewiesen ist er sowohl in Steuerbüchern zwischen 1409 und 1443 als auch durch einen Eintrag im Augsburger Missivbuch und als Zeuge in einem Schuldbrief des Marx Lang. Als Bartholomäus im Jahr 1444/45 verstarb, übernahm der älteste Sohn Bartholomäus, der zwischen 1451 und 1496 als notarius publicus urkundlich bezeugt ist, die Kanzlei und damit auch die Steuerpflicht.

## Clara als Nonne
Der Herausgeber des Liederbuchs, Carl Haltaus, konnte 1839 keine weiteren Nachrichten über Clara Hätzlerin ermitteln und sah sie als „eine Nonne zu Augsburg, die ihre Mußestunden damit ausfüllte, Lieder ihrer Zeit aufzuschreiben, wie es damals in Klöstern Sitte war.“ Dieses Missverständnis entstand, weil im 15. Jahrhundert Frauen als Schreiberinnen zwar durchaus häufig vertreten waren, jedoch nicht außerhalb des klerikalen Bereiches. Die Annahme, Clara sei eine schreibende Nonne gewesen, wurde bei der Durchsicht des Liederbuchs angezweifelt, da sich darin einige „anstößige“ Lieder befinden. Den schlüssigsten Widerlegungsbeweis liefern Augsburger Steuerbücher, aus denen hervorgeht, dass Clara 24 Jahre lang im Hause ihres Vaters Steuern zahlte, was sie als Nonne niemals hätte tun können, da ihr Vermögen in diesem Fall dem Kloster zugekommen wäre.

## Lohn- und Berufsschreiber in Augsburg
Der Beruf des Lohn- und Berufsschreibers ist eine Erscheinung des 15. Jahrhunderts, einer Zeit, in der der Schreibbetrieb florierte und der Bedarf an Gebrauchsliteratur immer größer wurde. Eine Vorreiterrolle in diesem Bereich kam der Stadt Augsburg zu, die eine Liste von über 30 nachgewiesenen Lohnschreibern vorzuweisen hat. Lohnschreiber waren hauptsächlich Laien, die billige Handschriftenkopien für die Öffentlichkeit herstellten, indem sie diese handschriftlich abschrieben und nicht mehr, wie bis dahin üblich, Mitglieder des Klerus, die sich auf die kunstvolle Ausgestaltung von Prachthandschriften spezialisiert hatten. Neben Clara Hätzlerin gehörten auch die Kalligraphen Heinrich Molitor und Heinrich Lengefeld oder etwa Konrad Bollstatter zu diesem Personenkreis. Für Berufsschreiber war es durchaus üblich, nebenbei im öffentlichen, juristischen oder Verwaltungsschreibbetrieb tätig zu sein. So arbeitete auch Clara Hätzlerin in der Kanzlei ihres Vaters Bartholomäus Hätzler und ihres gleichnamigen Bruders. Als Nebenerwerbstätigkeit stellte sie dort handschriftliche Kopien von in Auftrag gegebenen Büchern her. Einige Handschriften aus ihrer Feder, bei denen es sich hauptsächlich um Gebrauchshandschriften handelt, sind bis heute erhalten geblieben.

## Stellung in der Germanistischen Mediävistik
Clara Hätzlerin war keine Autorin im eigentlichen Sinne, sondern vielmehr eine Schreiberin mittelalterlicher Handschriften. Dementsprechend verfasste sie die Texte ihrer Codices nicht selbst, sondern schrieb bereits bekannte Werke handschriftlich, und damit im besten Fall wörtlich, ab. Aus diesem Grund wurde Clara Hätzlerin in der germanistischen Mediävistik lange Zeit sehr wenig Aufmerksamkeit geschenkt. Jüngste Forschungsergebnisse zeigen jedoch ihre Wichtigkeit, vor allem im Bereich der Paläographie. Clara schrieb ihre Texte in einer sehr gut lesbaren und sorgfältig gearbeiteten Schrift, die von Paläographen oft als Prototyp der Kanzleibastarda im 15. Jahrhundert angeführt wird. Nicht zuletzt ermöglichte die konsequente Schreibernennung am Ende aller Codices ihre Aufnahme in das Projekt DAmalS des Instituts für Germanistik an der Karl-Franzens-Universität Graz. Mediävisten versuchen dort, Schreiberhände einer Handschrift mithilfe von Datenbanken zu identifizieren und nutzen die Handschriften der Hätzlerin als paläographische Vergleichsmöglichkeit.

## Werke
Bisher sind acht Handschriften der Hätzlerin bekannt. In der Forschungsliteratur wird gelegentlich auch die Zahl neun angegeben, wenn die zweiteilige Handschrift von „Der Heiligen Leben“ als zwei Werke gezählt wird. Darunter sind Rechtsbücher, Jagdliteratur, ein Werk aus dem Themenbereich der Mystik und Magie und die Sammelhandschrift „Liederbuch“. Die acht Codices stammen aus der Zeit zwischen 1465 und 1473, wurden in einer für Clara Hätzlerin typischen Schrift, nämlich der Kanzleibastarda geschrieben und konnten zweifelsfrei Clara Hätzlerin als Schreiberin zugeordnet werden, da sie die meisten Handschriften selbst signierte.
- Johannes Hartlieb: „Buch aller verbotenen Kunst“: Heidelberg, Cpg 478 (um 1465)[7]
- Die bekrönung kaiser Fridrichs: Heidelberg, Cpg 677 (1467)[8]
- Beizbüchlein: Donaueschingen, Hs. 830 (1468)
- Liederbuch der Clara Hätzlerin: Prag, Nat. mus. ms. X. A. 12 (1470/71)
- Heinrich Münsinger: „von den valcken, habichen, sperbern, pfäriden und hunden“: Stuttgart, HB XI 51 (1473)
- Schwabenspiegel: Wien, OeNB, cvp Ser. n. 3614 (3. Viertel des 15. Jahrhunderts)
- Augsburger Stadtrecht von 1276: Augsburg, SuStb. 2° Cod. Aug. 160 (undatiert)
- Der Heiligen Leben: Salzburg, St. Peter b. XII 19a.-b. (undatiert)

## Ausgaben
- Carl Haltaus (Hrsg.): Liederbuch der Clara Hätzlerin. Aus der Handschrift des Böhmischen Museums zu Prag.(Bibliothek der gesamten deutschen National-Literatur von der ältesten bis auf die neuere Zeit; 8), Quedlinburg u. Leipzig: Basse 1840
- Konrad Dietrich Haßler (Hrsg.):  Heinrich Mynsinger von den Falken, Pferden und Hunden. (Bibliothek des Litterarischen Vereins in Stuttgart; 71), Stuttgart 1863